# IV Скифский легион
IV Скифский легион (лат. Legio IIII Scythica) — римский легион эпохи республики и империи.
Был сформирован Марком Антонием в период после 42 года до н. э. После того, как Октавиан Август стал императором, был переведён в Мёзию. В первой половине I века легион передислоцирован в Сирию, где и находился в течение следующих столетий. Принимал участие во многих конфликтах на восточной границе.
Последние упоминания о легионе относятся к началу V века. Эмблемой IV Скифского легиона является козерог.

## История легиона

### Образование
IV Скифский легион, скорее всего, был основан триумвиром Марком Антонием в период после 42 года до н. э. В настоящее время неизвестно, где он сначала был размещён. Есть предположение, что IV Скифский легион дислоцировался в Сирии, и если это правильно, то тогда вполне вероятно, что он принимал участие в злополучной кампании Марка Антония против Парфянского царства и носил прозвище «Парфянский». С другой стороны, прозвание «Скифский» даёт возможность предполагать, что легион принимал участие в ведении боевых действий против скифов, кочевых племён, которые жили по соседству с римским городом Ольвией, но иногда отправлялись на юг и пытались пересечь Дунай. По всей видимости, IV Скифский и V Македонский легион как раз и победили одно из этих племён, но мы не можем точно датировать эту победу, которая, как полагают, состоялась позже. Выдвигалось предположение, что IV Скифский легион был набран на основе IV Соранова легиона, образованного по приказу консула 43 года до н. э. Гая Вибия Пансы Цетрониана, но сейчас оно практически полностью отвергнуто.
В 31 году до н. э. приёмный сын Гая Юлия Цезаря Октавиан одержал победу над Марком Антонием в морском сражении при мысе Акций. В 30 году до н. э. разгромленный триумвир покончил жизнь самоубийством. Отныне Римская империя управлялась одним человеком, Октавианом, который через некоторое время принял имя Августа. Очевидно, что после этих событий IV Скифский легион перешёл на службу к Октавиану. Легион, как кажется, был восстановлен Октавианом, что могла бы объяснить его новая эмблема — козерог — характерная для Октавиана, и новое прозвище «Скифский».

### Эпоха династии Юлиев-Клавдиев

#### Мёзия

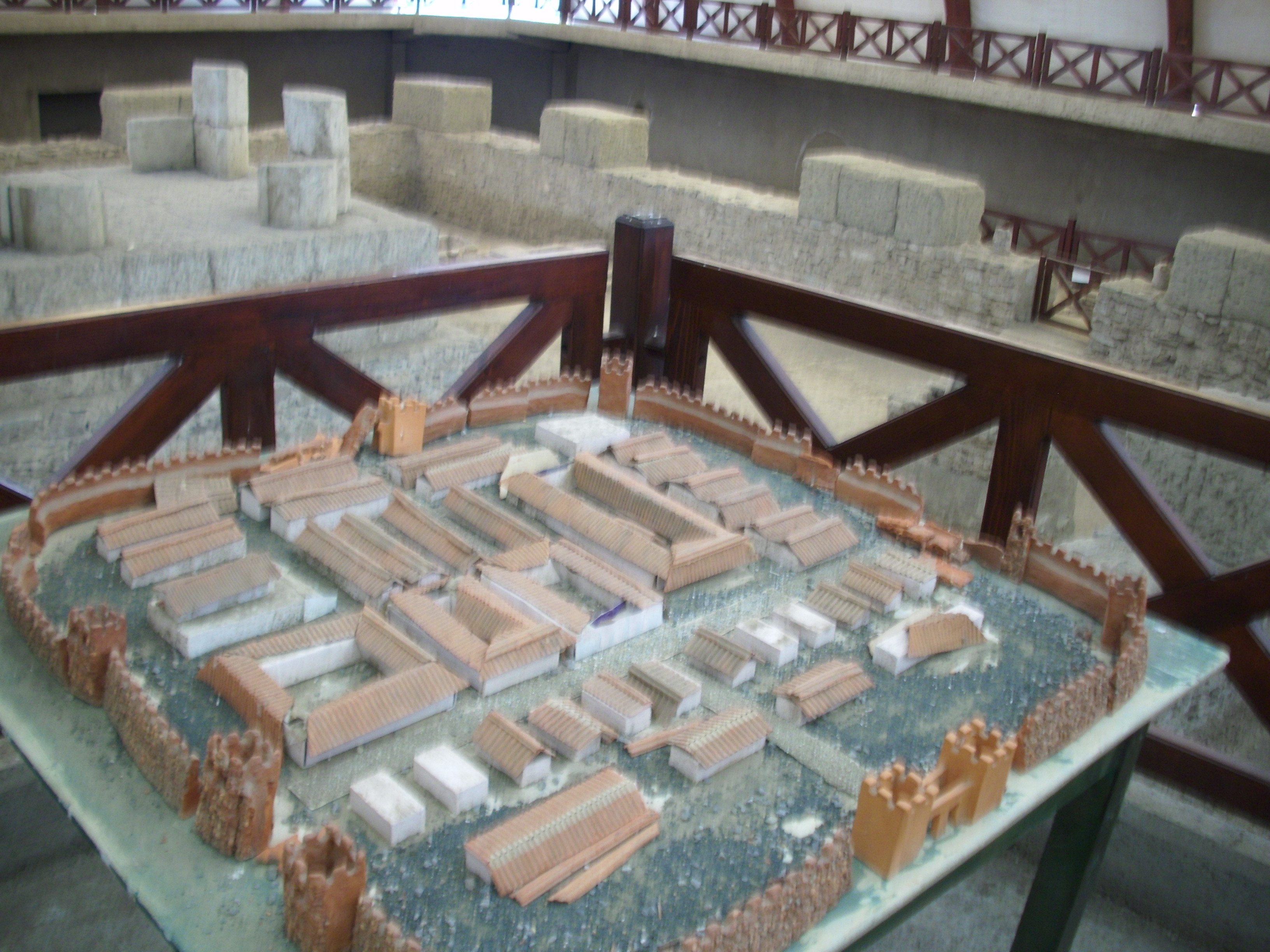
Макет Виминациума

Некоторые историки предполагают, что в начале единоличного правления Октавиана Августа лагерь IV Скифского легиона располагался в Сирии, но не предоставляют в поддержку этой версии достаточно весомых доказательств. По всей видимости, Октавиан передислоцировал легион в Мёзию — область, расположенную в низовьях Дуная. База IV Скифского легиона находилась в городе Виминациум (неподалёку от современного Костолаца, Сербия).
В 29-27 годах до н. э. IV легион вместе с V Македонским воевал под командованием проконсула Македонии Марка Лициния Красса (внука триумвира, носившего такое же имя) против бастарнов, принимая участие в тяжелейших боях. Термином «скифы» в то время римляне обозначали все варварские народы, обитавшие на территории Юго-Восточной Европы, так что, по всей видимости, IV легион получил прозвище «Скифский» в этот период.
С 6 по 9 год IV Скифский легион входил в состав армии из 15 легионов, которая составляла более половины от общего военного потенциала римлян в рассматриваемое время. Это войско под командованием Тиберия участвовало в подавлении восстания в Паннонии и Иллирии.
Возможно, IV Скифский легион был тем самым подразделением, о котором сообщается, что оно в 12 году было переправлено под командованием легата Вителлия на судах по Дунаю в Эгис (современная Тулча, Румыния). IV Скифский и V Македонский легионы часто действовали вместе и в 23 году, вероятно, составляли гарнизон в провинции Мёзия. В юности будущий император Веспасиан служил около 27 года в качестве военного трибуна в одном из этих легионов, скорее всего, в IV Скифском, и, возможно, участвовал в подавлении восстания во Фракии.
Легион также принимал на себя и ряд гражданских задач, таких как строительство и содержание дорог для освоения региона. Несколько высеченных на камне надписей подтверждают строительство дорог и другие инженерные работы в районе Дуная. В 33/34 году IV Скифский и V Македонский легионы построили в Верхней Мёзии превосходную дорогу вдоль Дуная. К этому же периоду относится и афинская надпись, упоминающая оба легиона. IV Скифский легион, возможно, некоторое время дислоцировался в районе современного болгарского города Сапарева-Баня. Кроме того, города Скупи (Скопье, Македония) и Наисс (Ниш, Сербия) представляют возможные места нахождения гарнизонов легиона.

#### Сирия
Примерно в середине I века, возможно, уже в эпоху правления императора Тиберия (14—37 годы) или Клавдия (41—54 годы), а может быть, только при Нероне (54—68 годы) в 57/58 году, IV Скифский легион сменил место дислокации и отправился на восток. Первым городом, где стал лагерем легион, считается сирийский город Кирр, после чего в течение следующих двухсот с лишним лет он базировался в Зеугме на побережье Евфрата.

Римско-парфянская война 61—63 годов

По соглашению императора Октавиана Августа с парфянским царём Фраатом IV римляне могли сажать на армянский трон своих ставленников. Однако в 54 году Вологез I нарушил эту договорённость, назначив царём своего брата Тиридата. В связи с этим по приказу императора Нерона полководец Гней Домиций Корбулон возглавляет войска в восточных провинциях для разрешения армянского вопроса. IV Скифский легион, вероятно, оставался в это время в Сирии. Используя III Галльский, X Охраняющий пролив и VI Железный легион, он захватил столицу Армении Арташат (находится в 28—30 километрах к юго-востоку от Еревана) и Тигранакерт и поставил над армянами нового проримского царя Тиграна (правнука иудейского царя Ирода Великого). Тем не менее, парфяне вскоре вернули Тиридата обратно.
В 62 году под командованием Луция Юния Цезенния Пета была проведена ответная кампания против Армении. В состав его армии входил IV Скифский легион под начальством Луция Фунисулана Веттониана и подразделения XII Молниеносного, которые возглавлял легат Калавий Сабин. После незначительных первоначальных успехов Пета начали преследовать неудачи. Римские заставы были захвачены парфянским царём Вологезом, который осадил римское войско в Рандее зимой 62/63 года. Пету пришлось заключить мир на унизительных условиях и покинуть Армению. Позже, Корбулон сумел взять реванш и вынудить Тиридата получить корону во второй раз от императора Нерона. Однако побеждённые IV Скифский и XII Молниеносный легион не участвовали в этом походе, так как были отведены с театра военных действий в Сирию по причине того, что казались «малопригодными к боевым действиям, так как своих наиболее храбрых воинов они потеряли, а все остальные были подавлены страхом».
В 66 году наместник Сирии Гай Цестий Галл во главе армии из XII Молниеносного легиона, которым командовал его легат Цезенний Галл, VI Железного легиона и вексилляций IV Скифского (численность которых насчитывала 2 тысячи человек), а также многочисленных вспомогательных войск выступил из Антиохии для подавления разгоравшегося иудейского восстания, которое переросло впоследствии в Первую Иудейскую войну. Жители многих лежавших на пути войска деревень, которые не успели сбежать, были убиты римлянами. Затем Цестий Галл напал на Иерусалим, но был вынужден снять осаду, и во время поспешного отступления понёс большие потери. Это поражение также нанесло удар по репутации IV Скифского легиона. Начиная с 66 года легион дислоцировался в Зеугме у побережья Евфрата на римско-парфянской границе.
К концу 60-х годов IV Скифский легион был единственным легионом, который охранял Сирию: с 67 до 69 года X Охраняющий пролив и XII Молниеносный легионы занимались подавлением иудейского восстания, III Галльский в 67/68 году был переведён на Нижний Дунай для прекращения местных беспорядков, а VI Железный принял участие в гражданской войне в 69 году. Помпей Коллега, легат IV Скифского легиона, временно исполнял обязанности наместника провинции, а трибун Гай Петиллий Фирм принял на себя командование легионом.

### Эпоха династии Флавиев
Во время гражданской войны 69 года, вспыхнувшей в результате самоубийства Нерона, IV Скифский легион был с первого дня на стороне Веспасиана. Несмотря на продемонстрированную лояльность, легион не привлекался к боевым действиям, так как его боевая мощь не была высоко оценена, ведь буквально за три года до этого он вместе с VI Железным и XII Молниеносным легионом был побеждён иудеями. В 70 году IV Скифский легион участвовал в подавлении погрома в Антиохии.
Около 75 года вексилляции XVI Флавиева Мощного, III Галльского, VI Железного и IV Скифского легионов использовались для строительства канала и моста в Антиохии. Среди самых известных офицеров IV Скифского легиона этого периода был легат Тиберий Юлий Цельс Полемеан, которому была посвящена знаменитая библиотека в Эфесе.

### Эпоха династии Антонинов

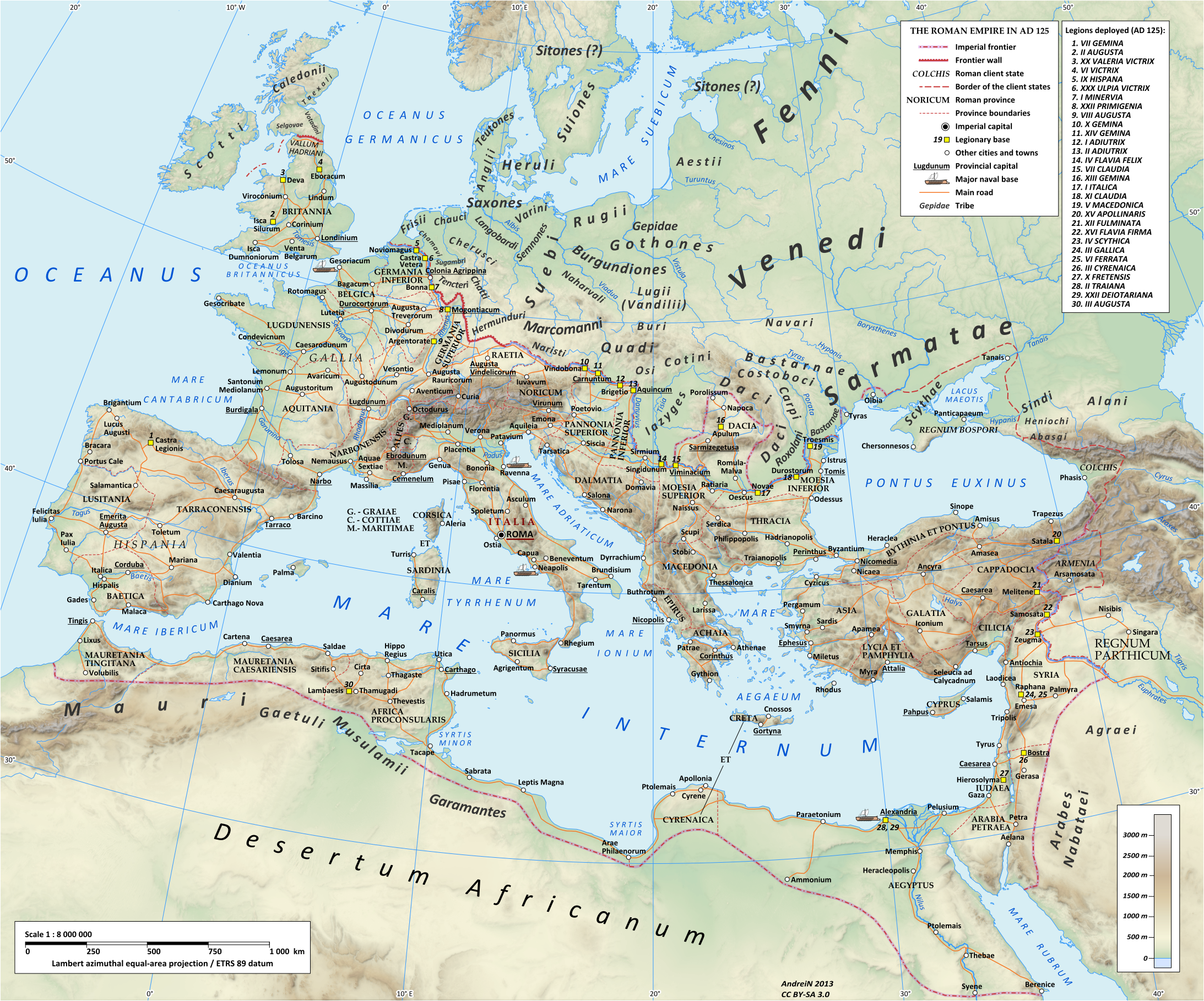
Карта Римской империи (125 год) с местами дислокаций всех легионов

Несмотря на запятнанную репутацию, IV Скифский легион принимал участие в походе Траяна против парфян (114—117 годы). В завоёванной Армении город Артаксата был укреплён солдатами IV Скифского легиона.
Историк Аксель Джебхардт считает, что нет никаких доказательств, подтверждающих участие IV Скифского легиона в подавлении восстания Бар-Кохбы. Но тем менее, Йона Лендеринг уверенно пишет о привлечении подразделений этого легиона к борьбе против евреев. Р. Канья также говорит о том, что IV Скифский не покинул провинцию Сирия и даже уточняет одну деталь: легат легиона управлял регионом в то время, когда наместник Гай Квинкций Церт Публиций Марцелл отсутствовал в Сирии.
Около 149 года вексилляции XVI Флавия Мощного и IV Скифского легионов также были использованы для строительства канала в Селевкии Пиерии. Другая вексилляция IV Скифского легиона во II веке была расположена при каменоломнях Энеш на Евфрате. Надписи, где упоминается легион, преимущественно обнаружены в северной части провинции Сирия, но их соотнесение с историческими событиями и временная идентификация, как правило, не представляется возможным.
В связи с тем, что лагерь IV Скифского легиона Зеугма находилась на границе между римским и парфянским государством, мы можем быть уверены в том, что он принимал участие во всех войнах между двумя империями. Следующей крупной кампанией, где участвовали солдаты IV Скифского, был парфянский поход Луция Вера (161—166 годы). Во время этого конфликта римляне завладели большей частью Месопотамии и заняли парфянскую столицу Ктесифон.
Между 181 и 183 годом, в правление Коммода (а может быть, ещё при Марке Аврелии) легатом легиона был будущий император Септимий Север.

### Эпоха династии Северов
Во время очередной гражданской войны в 193 году IV Скифский легион встал на сторону сирийского наместника Песценния Нигера.
В 194 году разгромивший Песценния Нигера (который погиб после поражения) новый император Септимий Север в качестве предлога для похода против парфян воспользовался тем, что они оказывали поддержку его сопернику. В ходе новой восточной кампании царства Адиабена и Осроена перешли под римский контроль. IV Скифский легион, несомненно, принимал участие в военных действиях. Кроме того, в том же году по приказу Септимия Севера была выделена новая провинция Келесирия, которая включала северную часть бывшей провинции Сирии. IV Скифский легион составил гарнизон новой провинции.
В 197 году вексилляции IV Скифского легиона построили крепость Эски Хисар в Осроене. В 197—198 годах IV Скифский легион входил в состав римской армии, участвовавшей во втором походе против Парфии. Римское наступление не встретило значительного сопротивления: парфянская столица Ктесифон была взята штурмом, вероятно, в конце 197 или в начале 198 года. По всей видимости, солдаты IV Скифского легиона принимали участие во взятии Ктесифона. Парфянский царь Вологез IV бежал и к тому же, по сообщению Диона Кассия, римлянами было взято в плен 100 тысяч человек. Победы на Востоке были увековечены на Триумфальной арке Септимия Севера.
Несколько мостов в Северной Сирии были построены легионерами IV Скифского около 200 года. Вексилляции XVI Флавиева Мощного и IV Скифского легионов находились около 210 года под общим командованием центуриона Антония Валентина в крепости Дура-Европос, где они ремонтировали святилище Митры. В правление императора Каракаллы (официальное имя — Марк Аврелий Север Антонин) IV Скифский легион получил прозвище «Антонинов». В Дура-Европос легионерами III Киренаикского и IV Скифского легионов до 216 года был построен амфитеатр. Возможно, IV Скифский легион участвовал в парфянской кампании Каракаллы.

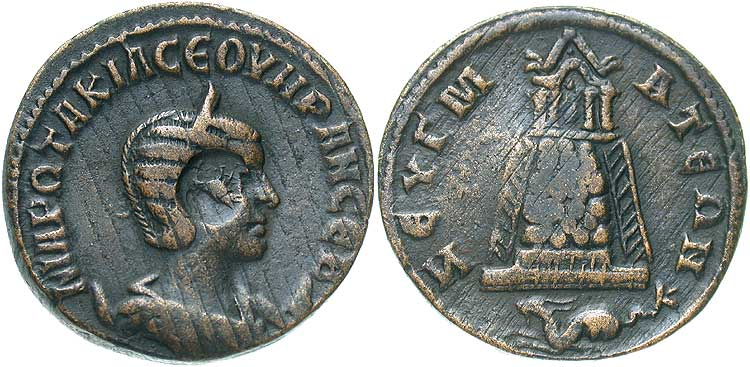
Монета императора Филиппа Араба с портретом его жены Марции Отацилии Северы. На реверсе изображены: козерог, символ IV Скифского легиона и гарнизонный храм в Зеугме

В 219 году Геллий Максим, легат IV Скифского легиона, провозгласил себя императором, но вскоре был казнён императором Элагабалом. С этого момента IV Скифский легион исчезает из источников до начала V века, хотя он по-прежнему, несомненно, продолжил своё существование. Тем не менее, уничтожение названия легиона в некоторых надписях указывает на его краткосрочный роспуск и временное предание проклятию памяти. Можно предположить, что IV Скифский легион участвовал в походе императора Александра Севера против нового государства, ставшего преемником Парфии — Сасанидского царства.

### Эпоха солдатских императоров и Поздняя античность
В 252 году Зеугма была полностью разрушена персидской армией. Однако, по крайней мере до 254 года, подразделения IV Скифского легиона, получившего также почётные прозвища «Валерианов» и «Галлиенов», продолжали находиться в Зеугме. Предполагается, что IV Скифский легион участвовал во всех римско-персидских войнах в III веке, в том числе и в персидских походах пальмирского царя Одената.
Подразделение IV Скифского легиона было переведено, предположительно, в правление Диоклетиана (284—305 годы) в Оресу (современный Тайбе, Израиль), в то время как большая часть его личного состава оставалась в других местах в качестве гарнизонов. В начале V века IV Скифский легион последний раз упоминается в источниках. Согласно Notitia Dignitatum, он находился под командованием дукса Сирии и дислоцировался вместе со своим префектом в Оресе.